# Умберту-ди-Кампус (Мараньян)

Умберту-ди-Кампус на карте штата.

Умберту-ди-Кампус (порт. Humberto de Campos) — муниципалитет в Бразилии, входит в штат Мараньян. Составная часть мезорегиона Север штата Мараньян. Входит в экономико-статистический микрорегион Ленсойс-Мараньенсис. Население составляет 26 189 человек на 2010 год. Занимает площадь 2131,247 км². Плотность населения — 12,29 чел./км².

## Демография
Согласно сведениям, собранным в ходе переписи 2010 г. Национальным институтом географии и статистики (IBGE), население муниципалитета составляет:
| Полное население                               | Полное население                               | Полное население                               | Полное население                               | 26 189 |
| ---------------------------------------------- | ---------------------------------------------- | ---------------------------------------------- | ---------------------------------------------- | ------ |
| в том числе:                                   | Городское население                            | 10 506                                         | Процент городского населения, %                | 40,12  |
|                                                | Сельское население                             | 15 683                                         | Процент сельского населения, %                 | 59,88  |
|                                                | Мужское население                              | 13 684                                         | Процент мужского населения, %                  | 52,25  |
|                                                | Женское население                              | 12 505                                         | Процент женского населения, %                  | 47,75  |
| Плотность населения, чел/км²                   | Плотность населения, чел/км²                   | Плотность населения, чел/км²                   | Плотность населения, чел/км²                   | 12,29  |
| Население муниципалитета в % к населению штата | Население муниципалитета в % к населению штата | Население муниципалитета в % к населению штата | Население муниципалитета в % к населению штата | 0,40   |

По данным оценки 2016 года, население муниципалитета составляет 27 976 жителей.

## История
Город основан 13 декабря 1934 года.

## Статистика
- Валовой внутренний продукт на 2014 год составляет 3 207 000,00 реалов (данные: Бразильский институт географии и статистики)[1].
- Валовой внутренний продукт на душу населения на 2014 год составляет 4317,50 реалов (данные: Бразильский институт географии и статистики)[1].
- Индекс человеческого развития на 2010 год составляет 0,535 (данные: Программа развития ООН)[2].